# D.I.S.C.O
『D.I.S.C.O』（ディスコ）は、オム・ジョンファの初めてのミニアルバム。2008年7月1日にYGエンターテインメント, Mnet Mediaよりリリースされた。

## 解説
- オム・ジョンファの通算10作目のオリジナルアルバムであり、6曲収録の初のミニアルバムとなった。
- ヤン・ヒョンソク率いるYGが初めて所属会社以外のアーティストのアルバムを制作したことが話題となった。
- アルバムプロデュースはTeddy。タイトル曲「D.I.S.C.O」はBIGBANGのT.O.Pがラップで参加した他、G-Dragon、YMGA、2NE1のCL、Perry、KushとYGファミリーのアーティストが多数バックアップした。
- 後にデジタルシングルとして発売されたタイトル曲のリミックス「D.I.S.C.O Part2」はG-Dragonがラップを担当した。
- 「D.I.S.C.O」にはDelegation「Heartache No.9」のフレーズがサンプリングで使用されている。

## 収録曲
1. KISS ME (Feat.YMGA)
2. DJ (Feat.CL)
カムバック活動時に「D.I.S.C.O」と併せて披露された。
3. D.I.S.C.O (Feat.T.O.P)
活動曲として使用。
4. PARTY (Feat.G-DRAGON)
5. 振って (Feat.PERRY)
6. CELEBRATION